# Kolambugan
Kolambugan (Bayan ng Kolambugan) är en kommun i Filippinerna. Kommunen ligger på ön Mindanao, och tillhör provinsen Lanao del Norte. Folkmängden uppgår till 24 180 invånare.

## Barangayer
Kolambugan är indelat i 26 barangayer.
| - Austin Heights - Baybay - Bubong - Caromatan - Inudaran - Kulasihan - Libertad - Lumbac - Manga - Matampay - Mukas - Muntay - Pagalungan | - Palao - Pantaon - Pantar - Poblacion - Rebucon - Riverside - San Roque - Santo Niño - Simbuco - Small Banisilan - Sucodan - Tabigue - Tinagsa - Titunod |